# (74313) 1998 US6
1998 يو أس 6 (ويعرف أيضًا باسم (74313) 1998 يو أس 6 وفق تسمية الكوكب الصغير) (بالإنجليزية: 1998 US6)‏ هو كويكب ضمن حزام الكويكبات؛ وترتيبه 74313 من حيث الاكتشاف.
اكتُشف هذا الجُرم الفلكي بواسطة تيتسوؤو كاغاوا في 18 أكتوبر 1998.

## وصلات خارجية
- (74313) 1998 US6 في قاعدة بيانات مختبر الدفع النفاث لأجرام النظام الشمسي الصغيرة

- الاكتشاف · مخطط المدار ·  العناصر المدارية · المعلمات المادية

- (74313) 1998 US6 على موقع ويكي سكاي: DSS2, SDSS, GALEX, IRAS, Hydrogen α, X-Ray, Astrophoto, Sky Map, Articles and images